# Feira da Mata
Feira da Mata là một đô thị thuộc bang Bahia, Brasil. Đô thị này có diện tích 1655,819 km², dân số năm 2007 là 6217 người, mật độ 3,75 người/km².